# 서구의 배신

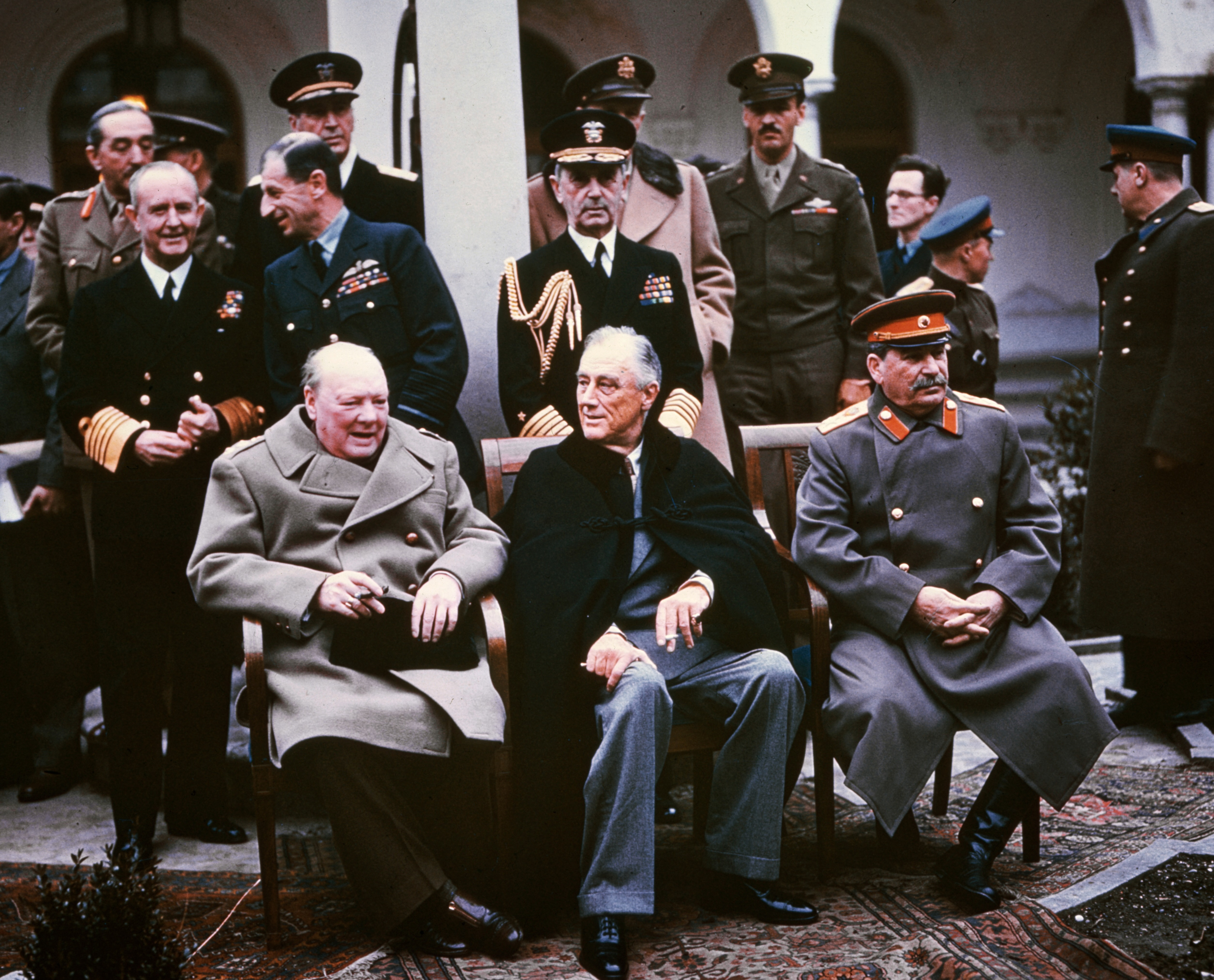
얄타 회담의 "연합국 3거두" 윈스턴 처칠, 프랭클린 루스벨트, 이오시프 스탈린. 폴란드와 체코를 비롯한 동유럽의 국가들은 독일에게 무너질 때 연합국의 도움을 받지도 못했고, 독일이 무너질 때는 연합국에게 거스름돈 취급을 받으며 강대국 간의 전리품으로 거래되었다.

서구의 배신 (西歐- 背信, 영어: Western Betrayal)은 영국, 프랑스, 미국이 제2차 세계 대전 이전, 도중, 이후에 체코슬로바키아인과 폴란드인에 대한 법적, 외교적, 군사적, 도덕적 의무를 다하지 못했다는 견해를 말한다. 때로는 이 세 국가가 다른 중앙유럽 및 동유럽 국가들을 다룬 방식도 포함한다.
이 개념은 주로 1938년 나치 독일의 체코슬로바키아 점령 당시 영국과 프랑스의 유화정책과 1939년 독일의 폴란드 침공 당시 영국과 프랑스가 폴란드인들을 적절히 돕지 못했다고 여겨진 것과 같은 여러 사건에서 비롯되었다. 또한 테헤란 회담, 얄타 회담, 포츠담 회담에서 미국과 영국의 정치 지도자들이 소련에 양보한 것, 1944년 바르샤바 봉기 중 제한적인 대응, 그리고 전후 폴란드를 동구권의 일부로 소련의 영향권에 할당한 사건들에서도 비롯되었다.
역사적으로 이러한 견해는 나치 독일의 흥망성쇠, 제2차 세계 대전 이후 유럽의 상당 부분을 장악하며 지배적인 초강대국으로 부상한 소련, 그리고 냉전 기간 동안의 다양한 조약, 동맹, 입장 등 20세기 가장 중요한 지정학적 사건들과 얽혀 있었다. "서구의 배신"이라는 견해는 중앙유럽 및 동유럽인들에 의해 정치적 희생양 찾기라는 비판을 받기도 했다.

## 배신 인식
샬럿 브레서턴(Charlotte Bretherton) 교수와 존 보글러(John Vogler) 교수에 따르면, 서구의 배신은 제2차 세계 대전 말기에 중앙유럽과 동유럽을 포기한 서방의 역사적, 도덕적 책임감을 언급하는 것이다. 중앙유럽과 동유럽에서는 1938년 뮌헨 협정과 1945년 얄타 회담의 결과를 서방 세력에 의한 중앙유럽 및 동유럽 배신으로 해석하는 것이 NATO와 EU 회원국 가입과 같은 최근의 정치적 요구에 서방 국가들이 동의하도록 압력을 가하는 데 사용되었다.
일부 경우에 고의적인 기만이 주장되기도 하는데, 이는 공개적으로 주어진 이해와 상충되는 비밀 합의나 의도가 존재했다고 주장하는 것이다. 한 예로 윈스턴 처칠 영국 총리가 대서양 헌장이 발트 3국에 적용되지 않는다고 밝힌 소련과의 비밀 합의가 있다. 은퇴한 미국 외교관 찰스 G. 스테판(Charles G. Stefan)은 전쟁 승리의 전략적 필요성을 고려할 때 처칠과 프랭클린 D. 루스벨트 미국 대통령은 테헤란, 얄타, 포츠담 회담에서 그들의 옛 동맹인 이오시프 스탈린 소련 프리미어의 요구를 받아들일 수밖에 없었다고 주장했다.
1953년 독일 민주 공화국 봉기, 1956년 1956년 헝가리 혁명, 1968년 체코슬로바키아의 민주 지향 개혁(소위 "프라하의 봄") 당시에도 반공주의 반군에 대한 군사적, 정치적 지원이 부족했다. 일리야 프리젤(Ilya Prizel)에 따르면, "역사적 '손상된 자아'에 대한 집착이" 서방에 대한 전반적인 분노를 부추겼고 특히 서구의 배신 개념을 강화했다. 그리고리 야블린스키는 얄타와 뮌헨에서 서방의 "배신"으로 인해 중앙유럽 국가 정신에 남겨진 손상이 NATO 확장 논쟁에서 "심리적 사건" 또는 "정신과적 문제"로 남아 있었다고 주장한다.

### 개념 비판
콜린 파월은 연합군이 바르샤바 봉기에서 맡은 역할에 대해 "배신이라는 단어는 적절하지 않다"고 말했다. "배신"에 대한 불만은 일반적으로 정치에서 흔하지만, 서구의 배신이라는 생각은 중앙유럽 및 동유럽 모두에서 정치적 희생양이자 옛 서방 연합군 사이에서 당파적 선거 운동 구호로도 볼 수 있다. 역사학자 아탄 테오하리스는 배신 신화가 유엔에 대한 미국의 가입을 반대하는 사람들에 의해 부분적으로 사용되었다고 주장한다. "얄타"라는 단어는 세계 공산주의에 대한 유화정책과 자유의 포기를 상징하게 되었다.

## 체코슬로바키아

### 뮌헨 회담
서방의 배신(체코어: zrada Západu, 슬로바키아어: zrada Západu)이라는 용어는 1938년 뮌헨 협정 이후에 만들어졌는데, 이때 체코슬로바키아는 주로 독일인이 거주하는 주데텐란트를 독일에 할양하도록 강요받았다. 이 지역에는 체코슬로바키아 국경 요새와 독일 침공에 대한 효과적인 방어 수단이 포함되어 있었다. 폴란드는 체코슬로바키아에서 트란스올자를 차지했고, 제1차 빈 중재는 헝가리에 영토를 반환했다. 이듬해 슬로바키아 국가 선언으로 체코슬로바키아는 해체되었고, 그 다음 날 나머지 카르파티아 루테니아는 헝가리에 점령 및 병합되었으며, 그 다음 날 독일은 나머지 체코 지역을 점령하고 뵈멘-메렌 보호령을 선포했다.
이탈리아, 나치 독일과 함께 뮌헨 조약은 체코슬로바키아의 동맹국인 영국과 프랑스에 의해 서명되었다. 체코슬로바키아는 프랑스와 조약으로 동맹을 맺었으므로 공격을 받으면 프랑스가 체코슬로바키아를 돕는 것이 의무화되어 있었다. 체코 정치인들은 신문과 함께 서구의 배신이라는 용어를 정기적으로 사용했으며, 이 용어와 관련된 감정은 체코인들 사이에서 고정관념이 되었다. 체코어 용어인 므니호프(Mnichov, 뮌헨), 므니호프스카 즈라다(Mnichovská zrada, 뮌헨 배신), 므니호프스키 딕타트(Mnichovský diktát, 뮌헨 독재), 즈라다 스포옌추(zrada spojenců, 동맹국의 배신)는 같은 시기에 만들어졌으며 같은 의미를 갖는다. 시인 프란티셰크 할라스는 "배신의 종이 울린다"는 구절이 있는 시를 발표했다.
당시 의원이었던 윈스턴 처칠은 "영국과 프랑스는 전쟁과 불명예 중에서 선택해야 했다. 그들은 불명예를 택했다. 그들은 전쟁을 겪게 될 것이다"라고 말했다.

### 프라하 봉기
1945년 5월 5일, 프라하 시민들은 미 제3군의 체코슬로바키아 침공 소식을 듣고 독일 점령에 반항하여 봉기했다. 나흘간의 시가전에서 수천 명의 체코인이 사망했다. 전술적으로는 미군 진격에 유리한 조건이었고, 군대를 지휘하던 조지 패튼 장군은 프라하에서 싸우는 체코 빨치산들을 돕기 위해 블타바강까지 동쪽으로 계속 진격할 허가를 요청했다. 그러나 이는 드와이트 D. 아이젠하워 장군에 의해 거부되었는데, 그는 미군 사상자를 내거나 소련을 자극하는 것을 원치 않았다. 그 결과 프라하는 5월 9일 붉은 군대에 의해 해방되었고, 이는 체코슬로바키아 공산당의 위상을 크게 높였다. 한 영국 외교관에 따르면, 이것이 "체코슬로바키아가 이제 확실히 서방에게 상실된" 순간이었다.

## 폴란드

### 제1차 세계 대전 이후
1920년대 후반과 1930년대 초반, 유럽 국가들 사이에 복잡한 동맹 체제가 구축되었는데, 이는 미래의 전쟁(독일 또는 소련과의 전쟁)을 막기 위함이었다. 독일에서 나치즘이 부상하면서, 프랑스, 영국, 폴란드 사이에 일련의 "상호 지원" 동맹(프랑스-폴란드 동맹)이 체결되면서 이 동맹 체제는 강화되었다. 프랑스와의 이 협정은 전쟁 발발 시 다른 동맹국들이 공격받는 동맹국을 지원하기 위해 "2주 이내에 지상 개입"을 전면적으로 동원하고 실행해야 한다고 명시했다. 영국-폴란드 군사 동맹은 유럽 세력과의 적대 행위 발생 시 다른 계약 당사국이 "가능한 모든 지원과 도움"을 제공할 것이라고 명시했다.
크시슈토프 즈비클린스키(Krzysztof Źwikliński)에 따르면, 서방 세력의 대표자들은 추가적으로 폴란드에 여러 군사적 약속을 했으며, 여기에는 1939년 7월 마르샬 리츠시미그위(Rydz-Śmigły)와의 회담에서 윌리엄 에드먼드 아이언사이드 영국 장군이 흑해 방면에서의 공격이나 발트해에 영국 항공모함을 배치하겠다고 약속한 내용이 포함되어 있다. 그러나 영국-폴란드 동맹은 그러한 약속을 하지 않았으며, 프랑스에 대한 영국의 약속은 전쟁 발발 후 30일 이내에 유럽에 4개 사단을 파견하는 것이었고, 이는 충족되었다.

### 제2차 세계 대전 발발, 1939년
제2차 세계 대전 발발 전야에 폴란드 정부는 가능한 한 많은 무기를 구매하려고 노력했고 영국과 프랑스에 무기 대출을 요청했다. 그 결과 1939년 여름 폴란드는 프랑스 모랑 솔니에 M.S.406 전투기 160대와 영국 비행기 111대(페어리 배틀 경폭격기 100대, 호커 허리케인 10대, 슈퍼마린 스핏파이어 1대)를 주문했다. 이 비행기들 중 일부는 1939년 9월 1일 이전에 폴란드로 배송되었지만, 전투에 참여한 비행기는 없었다. 전쟁 발발로 인해 선적이 중단되었다. 영국 정부의 총 대출 금액도 요청한 것보다 훨씬 적었다. 영국은 800만 파운드를 대출하는 데 동의했지만 폴란드는 6천만 파운드를 요청했다.
1939년 9월 나치 독일의 폴란드 침공 직후, 9월 1일 독일에게 최후 통첩을 한 영국과 프랑스는 9월 3일 독일에 선전포고를 했고, 영국의 해상 봉쇄가 시작되었다. 고트 장군은 영국 원정군(BEF) 사령관으로 임명되었고, 전쟁 전에 합의된 대로 프랑스 북동부 작전 지역의 모리스 가믈랭 장군 지휘 아래 놓였다. 9월 4일, RAF는 항구 내 독일 군함에 대한 공습을 실시했고, 영국 원정군은 프랑스로의 선적을 시작했다.
독일군은 9월 8일 바르샤바에 도착했고, 9월 14일 에드바르트 리츠시미그위 원수는 폴란드군에게 루마니아 교두보로 철수하라고 명령했다. 9월 17일, 소련이 폴란드를 침공했고, 영국 원정군 사단이 프랑스에 도착하기도 전에 현장의 폴란드군은 사실상 패배했다. 영국 원정군의 첫 두 사단은 10월 3일 프랑스 전선에 배치되었고 지휘권이 변경되었으며, 추가 두 사단은 10월 12일 프랑스 전선에 배치되었다.
프랑스는 전쟁 발발 후 2주 이내에 지상 공세를 시작하기로 약속했다. 프랑스는 전면 동원을 개시하고 9월 7일 제한적인 자르 공세를 시작하여 40개 사단을 해당 지역으로 파견했다. 프랑스군의 공격은 시대에 뒤떨어진 전술, 지뢰밭, 그리고 지뢰 탐지기 부족으로 지연되었다. 프랑스군이 지크프리트선의 포병 사거리 내에 도달했을 때, 그들의 포탄이 독일 방어선을 뚫을 수 없다는 것을 알게 되었다. 프랑스는 9월 20일 재정비 및 공격을 결정했지만, 9월 17일 소련이 폴란드를 침공하자 추가적인 공격은 취소되었다. 9월 13일경, 프랑스 주재 폴란드 군사 특사 스타니스와프 부르하르트-부카츠키(Stanisław Burhardt-Bukacki) 장군은 가믈랭(Gamelin)이 보낸 메시지 전문을 받은 후 시미그위(Śmigły) 원수에게 경고했다. "가믈랭 장군의 메시지를 받았습니다. 그 전문의 한마디도 믿지 마십시오."
독일에 대한 주요 공중 작전은 수행되지 않기로 결정되었다. 이는 프랑스 비행장에서 독일 내 목표물에 대한 영국 공군 발사대의 보복에 대한 프랑스의 우려 때문이었고, 따라서 독일에 대한 대부분의 영국 폭격기 활동은 선전 전단 살포 및 정찰에 그쳤다. 이 주제는 이후 영국-프랑스 최고 전쟁 위원회 회의에서도 계속되었다. 그 후 프랑스 군사 지도자 모리스 가믈랭은 폴란드 군사 특사 보이치에흐 피다(Wojciech Fyda)와 스타니스와프 부르하르트-부카츠키(Stanisław Burhardt-Bukacki) 장군이 자신과 접촉하는 것을 금지하는 명령을 내렸다. 전후 일기에서 육군 참모총장인 에드먼드 아이언사이드(Edmund Ironside) 장군은 프랑스의 약속에 대해 "프랑스인들은 공격할 것이라고 폴란드인들에게 거짓말을 했다. 그런 생각은 전혀 없었다"고 언급했다.
1939년 9월 17일, 소련은 독일-소련 불가침 조약 체결 후 독일과 사전에 합의한 대로 폴란드를 침공했다. 영국과 프랑스는 소련의 침공에 대해 어떠한 중요한 조치도 취하지 않았다. 그러나 영국-폴란드 동맹의 조항은 독일의 침공에만 적용되었다.
프랑스와 영국은 1939년 9월 독일에 대한 성공적인 지상 공격을 개시할 수 없었으며, 폴란드는 10월 6일 독일군과 소련군에 의해 점령되었고, 마지막 폴란드 부대는 코크 전투 이후 같은 날 항복했다. 그러나 10월 말까지도 여전히 편성 중이던 영국 원정군은 서독의 독일군 25개 사단에 비해 4개 사단에 불과하여 영국군의 독일 침공 성공 가능성은 낮았다.

### 테헤란, 1943년
1943년 11월, 빅 쓰리(소련, 미국, 영국)는 테헤란 회담에서 만났다. 루스벨트 대통령과 처칠 총리는 폴란드의 동부 국경이 대략 커즌선을 따를 것에 공식적으로 동의했다. 망명 중인 폴란드 정부는 이 비밀 결정에 참여하지 않았다. 그 결과 폴란드 전전 영토의 약 48%에 해당하는 크레시 또는 "동부 영토"가 소련에 상실된 것은 망명 중인 런던 폴란드인들에게 서방 "연합국"에 의한 또 다른 "배신"으로 간주되었다. 그러나 1943년 7월 사망하기 전 브와디스와프 시코르스키 폴란드 망명 정부 총리가 소련과의 폴란드 관계 개선의 일환으로 폴란드의 동부 영토를 포기하는 보상으로 오데르-나이세선을 따라 폴란드의 국경을 서쪽으로 이동시키는 개념을 처음 제안한 사람이 스탈린이 아니라 시코르스키라는 것은 연합국에게 비밀이 아니었다. 당시 시코르스키의 특별 정치 고문이었던 유제프 레팅어도 폴란드의 전후 국경 재조정 개념에 동의했으며, 이후 회고록에서 레팅어는 "1943년 11월 테헤란 회담에서 빅 쓰리는 폴란드가 중앙 및 동유럽에서 러시아에 잃을 땅에 대한 보상으로 독일에 대한 서쪽 영토 보상을 받아야 한다고 합의했다. 이는 공정한 거래처럼 보였다"고 썼다.
처칠은 스탈린에게 테헤란에서 결정이 내려지면 폴란드인들과 문제를 해결할 수 있다고 말했지만, 폴란드 지도자들과는 전혀 상의하지 않았다. 스타니스와프 미코와이치크 폴란드 망명 정부 총리가 모스크바 회담 (1944)에 참석했을 때, 그는 아직 논쟁 중인 국경을 논의하러 온다고 확신했지만, 스탈린은 모든 것이 이미 해결되었다고 믿었다. 이것이 폴란드 총리의 모스크바 임무 실패의 주요 원인이었다. 폴란드 총리는 새로운 폴란드 국경에 르비우와 빌뉴스를 포함해 달라고 간청했지만, 뱌체슬라프 몰로토프로부터 "그것에 대해 논의할 필요가 없습니다. 테헤란에서 모든 것이 이미 해결되었습니다"라는 답변을 받았다.

### 바르샤바 봉기, 1944년

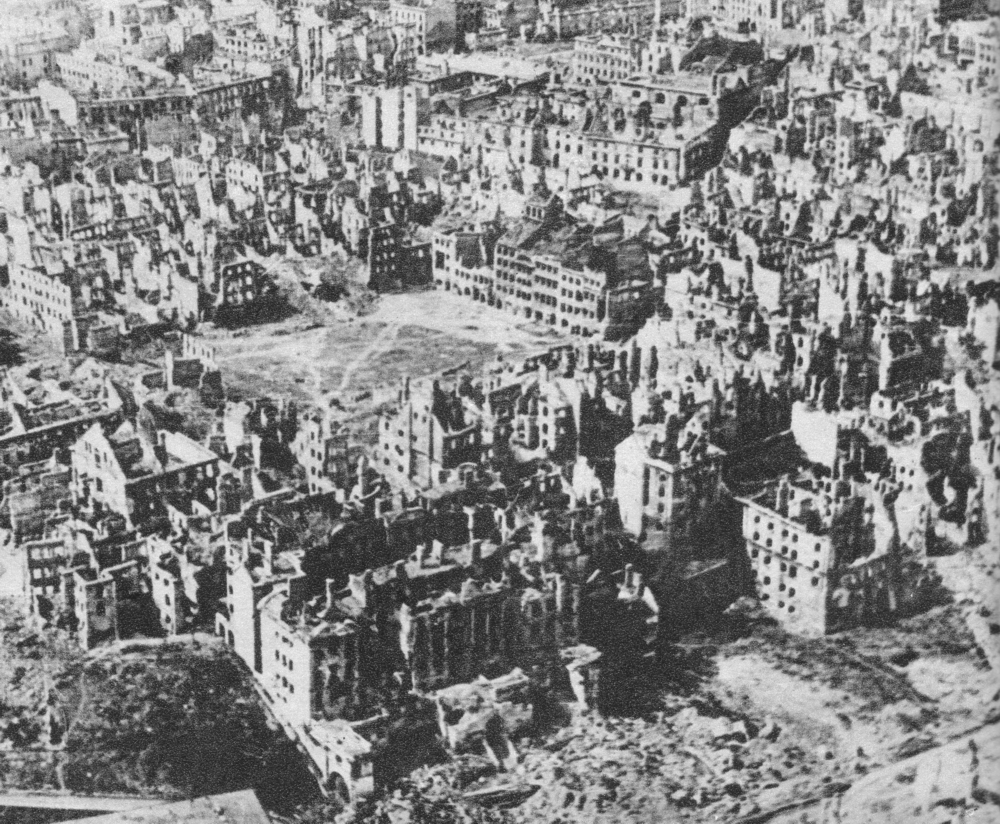
제2차 세계 대전 중 바르샤바 건물의 85%가 독일군에 의해 파괴되었다.

파리와 런던에 폴란드 망명 정부가 수립된 이래로 폴란드군 지휘관들은 대부분의 노력을 독일과의 미래 전 국민 봉기 준비에 집중했다. 마침내 폭풍우 작전 계획이 준비되었고 1944년 8월 1일 바르샤바 봉기가 시작되었다. 이 봉기는 독일 점령과 나치 통치로부터 바르샤바를 해방시키기 위한 폴란드 조국군의 무장 투쟁이었다.
폴란드와 나중에 RAF 항공기가 8월 4일부터 바르샤바 상공에서 보급품을 투하하는 임무를 수행했음에도 불구하고, 미국 육군 항공대(USAAF) 항공기는 작전에 참여하지 않았다. 연합군은 8월 20일 바르샤바 근처의 붉은 군대 비행장 사용을 특별히 요청했지만, 스탈린은 8월 22일 이를 거부했다(그는 반란군을 "소수의 범죄자들"이라고 불렀다). 봉기 지원에 대한 스탈린의 반대 이후, 처칠은 8월 25일 루스벨트에게 전보를 보내 스탈린의 의사에 반하여 비행기를 보내고 "무슨 일이 일어나는지 보자"고 제안했다. 루스벨트는 8월 26일 "나는 삼촌 조(스탈린)에게 제안된 메시지를 함께 보내는 것이 장기적인 전쟁 전망에 유리하다고 생각하지 않는다"고 답했다. 영국 공수 부대 사령관인 존 슬레서 공군 원수는 나중에 "바르샤바 함락 이후, 어떤 책임 있는 정치가가 러시아 공산주의자를 자신이 걷어차는 것보다 더 신뢰할 수 있었는지는 보통 사람들의 이해를 넘어선다"고 말했다.

### 얄타, 1945년
얄타 회담(1945년 2월 4일~11일)은 소련이 나치 독일에 대항하여 진격하면서 이들 지역을 점령한 이후 중앙유럽 및 동유럽에 대한 소련의 지배 시대를 인정했다. 이 지배는 1989년 말 중앙유럽 및 동유럽에서 공산주의 통치가 종식되고 1991년 12월 소련이 붕괴될 때까지 지속되었으며, 이 지역의 집단 기억 속에 서방의 배신과 소련 지배에 대한 쓰라린 기억을 남겼다. 많은 폴란드계 미국인들에게 얄타 회담은 폴란드와 대서양 헌장에 대한 "배신을 구성했다." 스트로브 탤벗은 "제2차 세계 대전 이후, (중앙 및) 동유럽의 많은 국가들이 얄타의 그림자 아래서 반세기를 고통받았다"고 언급했다. 1939년 제2차 세계 대전 중에 소련이 점령했던 영토(비아위스토크 지역 제외)는 영구적으로 합병되었고, 대부분의 폴란드인 거주민들은 추방되었다. 오늘날 이 영토들은 벨라루스, 우크라이나, 리투아니아의 일부이다. 이 결정의 사실적 근거는 1939년 11월에 "대다수"의 유권자들이 이 땅들을 서부 벨라루스와 서부 우크라이나에 편입하는 것을 수락한 위조된 국민투표의 결과였다. 보상으로 폴란드는 옛 독일 영토(소위 수복령): 동프로이센의 남부 절반과 포메라니아 및 실레시아 전체를 오데르-나이세선까지 받았다. 이 영토의 독일 인구는 대량으로 추방되었고, 이 영토들은 이후 크레시 지역에서 추방된 폴란드인들을 포함한 폴란드인들로 재정착되었다. 이는 중앙유럽 및 동유럽의 다른 유사한 이주와 결합되어 현대 최대 규모의 인구 이동 중 하나를 형성했다. 스탈린은 폴란드 저항군을 투옥하거나 시베리아의 굴라크로 추방하라고 명령했다.
얄타 당시 폴란드 서부군 소속 20만 명 이상의 병사들이 영국군의 총사령부 아래 복무하고 있었다. 이들 중 많은 남녀는 원래 폴란드 동부의 크레시 지역 출신으로, 르비우와 빌뉴스 같은 도시 출신이었다. 이들은 독일-소련 불가침 조약에 따라 히틀러와 스탈린이 1939년 폴란드를 점령했을 때 크레시에서 소련 굴라그로 추방되었다. 2년 후, 처칠과 스탈린이 히틀러에 대항하여 동맹을 맺었을 때, 크레시 폴란드인들은 시베리아 굴라그에서 풀려나 안데르스 군을 결성하고 이란으로 진격하여 영국 최고사령부 아래 폴란드 제2군단을 창설했다. 이 폴란드군 병사들은 북아프리카와 이탈리아에서 연합군의 독일군 격퇴에 기여했으며, 전쟁이 끝날 무렵 독립적이고 민주적인 폴란드의 크레시로 돌아가기를 희망했다. 그러나 얄타에서 1943년 테헤란에서 합의된 국경이 최종 확정되면서 스탈린은 독일-소련 불가침 조약에서 히틀러가 동의한 소련의 이득을 유지하게 되었고, 여기에는 크레시도 포함되어 폴란드인 강제 이주가 이루어지게 되었다. 이 이주에는 독일에 대한 대가로 폴란드가 테헤란에서 서방에서 얻은 땅도 포함되었다. 결과적으로 얄타에서 영국군 지휘 아래 있는 수만 명의 노련한 폴란드군 병사들이 크레시 고향을 소련에 잃게 될 것이 합의되었다. 이에 반발하여 제2군단 소속 30명의 장교와 병사들이 자살했다.
처칠은 1945년 2월 27일부터 시작된 3일간의 의회 토론에서 자신의 행동을 옹호했으며, 이는 불신임 결의로 끝났다. 토론 동안 많은 의원들은 처칠을 공개적으로 비판하고 영국의 폴란드 동맹국에 대한 충성을 열정적으로 표명했으며 얄타에 대한 깊은 유보를 표명했다. 더욱이, 이들 의원 중 25명은 폴란드의 소련 지배에 대한 영국의 묵시적 수용에 항의하는 수정안을 작성하기 위해 자신들의 경력을 걸었다. 이들 의원에는 아서 그린우드, 던글라스 자작, 아치볼드 사우스비 사령관, 윌러비 드 에레스비 경, 빅터 레이키스 등이 포함되었다. 수정안이 부결된 후, 헨리 스트라우스 의원(노리치 선출)은 폴란드에 대한 영국의 대우에 항의하여 의원직을 사임했다.
제2차 세계 대전이 끝나기 전, 소련은 친소련 정권을 수립했다. 루스벨트 대통령은 폴란드에서 "자유롭고 구속받지 않는" 선거를 "주장"했지만, 뱌체슬라프 몰로토프는 대신 "소련 기준"에 맞는 공정한 선거를 치렀다. 소련의 폴란드 시민 탄압, 16인 재판, 그리고 특히 조국군의 전 멤버였던 소위 저주받은 병사들과 같은 민주주의 지지 폴란드인들에 대한 다른 처형들 때문에 무려 50만 명의 폴란드 병사들이 폴란드로 돌아가는 것을 거부했다. 그 결과 영국 최초의 대규모 이민법인 폴란드 재정착법 1947이 제정되었다.
얄타는 집권 공산주의자들이 폴란드에서 반서방 감정을 강조하는 데 사용되었다. 연합국 지도자들이 폴란드의 국경, 합법 정부, 자유 선거를 미래의 연합국과 소련 간의 평화를 위해 희생했기 때문에 폴란드가 서방에게 그리 중요하지 않다고 주장하기 쉬웠다.
한편, 일부 저자들은 얄타가 폴란드 공산주의자들이 옛 독일 땅을 합병하고 재정착하려는 목표를 실현하도록 허용함으로써 폴란드 민족주의자들의 지지를 얻을 수 있게 했다고 지적했다.
1949년에 수립된 독일 연방 공화국은 공산주의 선전에서 히틀러의 유산인 복수심을 품고 8백만 명 이상의 독일인이 살았던 수복령을 폴란드에서 되찾으려는 세력으로 묘사되었다. 이러한 주장에 신빙성을 더한 것은 서독이 1970년까지 오데르-나이세선을 독일-폴란드 국경으로 인정하기를 거부했고, 일부 서독 관리들이 오염된 나치 과거를 가지고 있었다는 점이다. 폴란드 여론의 일부에게는 공산주의 통치가 두 가지 악 중 덜한 것으로 여겨졌다.
서방 연합국의 행동을 옹호하는 이들은 현실정치상 다른 선택의 여지가 없었으며, 제2차 세계 대전 직후 폴란드 및 다른 중앙유럽 및 동유럽 국가들의 종속을 두고 소련과 도저히 이길 수 없는 전쟁을 시작할 형편이 아니었다고 주장한다. 1939년과 1940년에 나치와 소련의 침략에 대해 이중 잣대가 존재했다는 주장도 있을 수 있는데, 이때 소련은 폴란드 동부 지역을 공격하고 이어서 발트 3국과 핀란드를 공격했지만, 서방 연합국은 이 전쟁 극장에서는 개입하지 않기로 선택했다.
얄타 회담의 미국 수석 협상가는 앨저 히스였는데, 그는 나중에 소련 스파이 혐의를 받고 위증죄로 유죄 판결을 받았다. 이 혐의는 나중에 베노나 프로젝트 도청 테이프에 의해 확인되었다. 2001년, 뉴욕 타임스의 기자 제임스 배런은 그가 "히스가 실제로 소련 스파이였을 가능성이 가장 높다는 커지는 합의"라고 부른 것을 확인했다.
전쟁이 끝날 무렵, 이러한 분노 감정은 점령군인 소련에 의해 이용되었고, 그들은 이를 폴란드 내의 반서방 정서를 강화하는 데 사용했다. 공산주의자들은 소련을 위대한 해방자로, 서방을 위대한 배신자로 묘사하는 선전을 만들었다. 예를 들어, 모스크바의 프라우다는 1944년 2월에 폴란드의 명예와 독립을 소중히 여기는 모든 폴란드인들이 소련의 "폴란드 애국자 연합"과 함께 행진하고 있다고 보도했다.

### 얄타 협정 강제 이행 계획 중단
1945년 봄, 처칠은 "폴란드를 위한 공정한 거래"를 얻기 위한 비상 군사 집행 작전 계획(소련과의 전쟁)을 지시했고(언싱커블 작전), 그 결과 5월 22일 불리한 성공 확률을 명시한 보고서가 제출되었다. 보고서의 주장에는 지정학적 문제(소련-일본 동맹 가능성으로 인한 일본군의 대륙에서 본토 이동, 이란과 이라크에 대한 위협)와 유럽에서의 지상전 불확실성이 포함되었다.

## 불가리아, 그리스, 헝가리, 루마니아, 유고슬라비아
1944년 제4차 모스크바 회담에서 이오시프 스탈린 소련 총리와 윈스턴 처칠 영국 총리는 다양한 유럽 국가들을 영향권으로 나누는 방법을 논의했다. 처칠의 사건 기록에 따르면, 처칠은 소련이 루마니아에서 90%, 불가리아에서 75%의 영향력을 가져야 한다고 제안했으며, 영국은 그리스에서 90%의 영향력을 가져야 하고, 헝가리와 유고슬라비아에서는 50대 50으로 공유해야 한다고 제안했다. 두 외무장관 앤서니 이든과 뱌체슬라프 몰로토프는 10월 10일과 11일에 백분율 지분에 대해 협상했다. 이 논의의 결과로 불가리아와 더 중요하게는 헝가리에서 소련의 영향력 백분율은 80%로 수정되었다.

## 같이 보기
- 독일-소련 불가침 조약
- 불간섭 조약 (스페인 내전)
- 언싱커블 작전
- 불신의 알비온
- 제2차 세계 대전 당시 폴란드의 저항운동